# Byggsystem

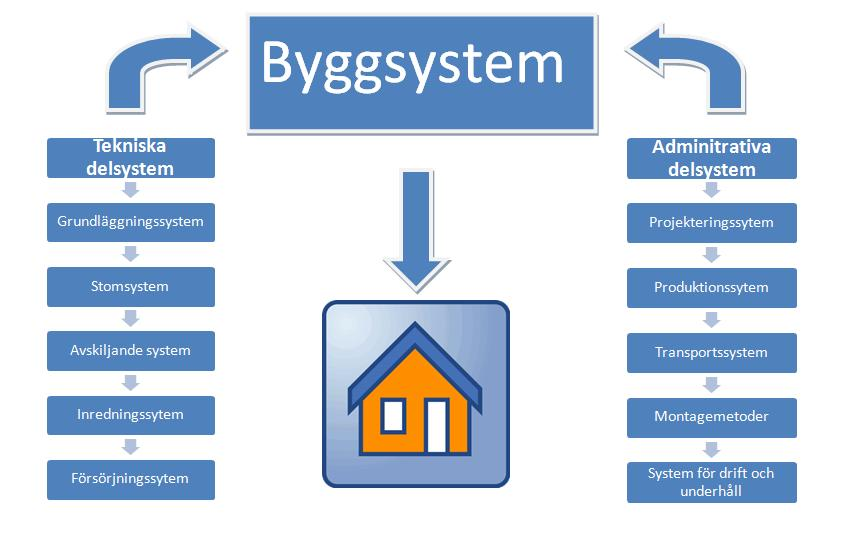
Illustration av ett byggsystem i tekniska och administrativa delsystem.

Byggsystem är en konstruktionslösning som består av komponenter vilka tillsammans bildar en del av ett byggnadsverk eller byggnadsverket i sin helhet. Komponenterna består av både tekniska och administrativa delsystem. De tekniska, konkreta delarna kan vara prefabricerade stomsystem, VVS–system, med mera. De administrativa delarna är stöd som projekteringssystem, transportsystem, tillverkningsmetoder och kommunikation. Ordet byggsystem är ofta relaterat till det industriella byggandet där fokus ligger på prefabricerade element i någon utsträckning.
Olika byggföretag har sina egna byggsystem som kan vara mer eller mindre öppna eller slutna. Med ett mer öppet system kan en större del av komponenterna anpassas efter kundens önskemål och kunden har större inflytande över hur slutprodukten ska se ut. Ett företag som har ett öppet system måste även ha en anpassningsbar tillverkningsprocess eftersom denna måste kunna producera det kunden vill ha. Ett mer slutet system har i högre grad standardiserade komponenter. Man kan se det som att antingen få en fördefinierad produkt till ett lägre pris, eller att få en produkt man får vara med att definiera till ett högre pris. Inom byggbranschen är de företag som använder sig av slutna byggsystem i högre grad industrialiserade.